# 三谷商事
三谷商事株式会社（みたにしょうじ、英: MITANI CORPORATION）は、福井県福井市と東京都千代田区に本社を置き、主に情報システム、建設業、風力発電などエネルギーに関する事業を展開する日本の商社で、東証スタンダード市場TOP20の構成銘柄の一つである。

## 概要
創業100年を超える老舗企業で、特にセメント、生コンクリートの販売は商社では日本一である。近年ではIT関連に注力しており、シニアライフ事業、風力発電事業などの新規事業にも積極的である。
兄弟企業である三谷セキサンと合わせると売上高4,000億円を超える三谷グループを形成する。半導体、不動産、自動車販売、ケーブルテレビ、ガソリンスタンド経営（出光興産）、リース業、オフィス設計などを展開している。

## 沿革
- 1914年（大正3年）- 創業。
- 1921年（大正10年）- 三谷合名会社を設立。
- 1928年（昭和3年）- 三谷商事株式会社に改組。
- 1942年（昭和17年）- 会社解散。
- 1946年（昭和21年）3月 - 会社再建。
- 1963年（昭和38年）12月 - 大阪証券取引所市場第二部上場。
- 2000年（平成12年）2月 - 東京証券取引所市場第二部上場。
- 2001年（平成13年）12月 - 北日本電子株式会社を子会社化。
- 2005年（平成17年）3月 - 日本ビソー株式会社を子会社化。
- 2006年（平成18年）
  - 3月 - コマツトライリンク株式会社（現・ケィティーエル）を子会社化。
  - 11月 - 石川ライフクリエート株式会社（現・スプリングライフ金沢）を子会社化。
- 2007年（平成19年）9月 - 鶴見石油株式会社を子会社化。
- 2010年（平成22年）
  - 3月 - 北日本電子を清算。
  - 6月 - 株式会社ウインド・パワー・いばらきの第三者割当増資を引き受け子会社化。
  - 12月 - 株式会社ウィンド・パワーの第三者割当増資を引き受け子会社化。
- 2012年（平成24年）4月10日 - ガソリンスタンドにおける販売が私的独占の禁止及び公正取引の確保に関する法律（独占禁止法）に違反（不当廉売）している疑いで、公正取引委員会の立ち入り検査を受ける[5][6][7]。翌年1月10日に、公正取引委員会は子会社のミタニに対し警告を行った[8][9]。
- 2013年（平成25年）9月 - シンガポールの現地法人Mitani Singapore Holdings Pte.Ltd.を設立。
- 2014年（平成26年）3月 - 睦栄風力発電株式会社を設立。
- 2018年（平成30年）1月22日 - ODA専門商社のシリウスを買収[10][11]。
- 2019年（令和元年）11月28日 - シンガポールの畜産飼料専門商社MJIユニバーシャルの子会社化を発表[12]。
- 2022年（令和4年）4月 - 東京証券取引所の市場区分の見直しにより市場第二部からスタンダード市場へ移行。

## 主な事業
- 情報システム関連事業
- 建設関連事業
- エネルギー・生活関連事業
- 多角展開事業
  - 北陸自動車道南条サービスエリア上り線（米原方面）のレストランなどを運営している。

## 関連会社
詳細は、公式サイトの主なグループ会社を参照。

### 連結子会社
日本国内
地名記載がないものは福井県福井市に本社を置いている。
- 三谷コンピュータ（福井県坂井市丸岡町）
- ハート光学（旧・三谷オプチカル）
- 日本ビソー（東京都港区）
- フェニックスリース
- 福井ケーブルテレビ
  - さかいケーブルテレビ(福井県坂井市春江町） - 福井ケーブルテレビの子会社で三谷商事の連結対象。
- ミテネインターネット
- 福井エネルギー（旧・ミタニ） - 出光ブランドのガソリンスタンドを運営。
- クリーンガス福井
- 鶴見石油（神奈川県横浜市鶴見区） - ENEOSのガソリンスタンドを運営。
- ネッツトヨタ福井
  - 旧トヨタビスタ福井（ビスタ店廃止時にネッツトヨタ福井と合併）も三谷商事の子会社だった。
- スプリングライフ金沢（石川県金沢市）
- ウインド・パワー・いばらき（茨城県神栖市）
- ウインドワークス（青森県上北郡六ヶ所村）
- シリウス（東京都千代田区）
- クワンタム・テクノロジー（東京都千代田区）
- ページワン（東京都渋谷区）

日本国外
- Mitani Singapore Holdings Pte. Ltd.（シンガポール）
- Dama Trading Pte. Ltd（シンガポール）
- KLT Group（シンガポール）
- Son Ha Spice & Flavorings Co.,LTD.（ベトナム）

### 持分法適用関連会社
- 三谷セキサン

### 過去の関連会社
- ケイティーエル - 2016年に丸文へ譲渡。

なお、同じく三谷合名会社を起源とする三谷産業ならびに敦賀セメントとは、資本上の親子関係はない。